# Создавая убийцу
«Создава́я уби́йцу» (англ. Making a Murderer) — американский документальный детективный сериал для веб-телевидения 2015 года, на съёмки которого ушло более 10 лет и который охватывает события, произошедшие в течение 30 лет. Первая серия вышла 18 декабря 2015 года одновременно на Netflix и YouTube.

## Сюжет
Сериал пересказывает историю Стивена Эвери, — мужчины, который отсидел 18 лет в тюрьме по неправомерному обвинению в изнасиловании и был оправдан после появления доказательств в виде анализа ДНК. Но вскоре после выхода на свободу и его решения подать многомиллионный иск против округа Манитовок и нескольких высокопоставленных чиновников, полиция задерживает Стивена Эвери по подозрению в умышленном убийстве местного фотографа Терезы Холбак. Вместе со Стивеном полиция арестовывает его племянника, 16-летнего подростка-интроверта Брендана Дасси, на спутанных показаниях которого и, вероятно, сфабрикованных вещественных доказательствах, построено обвинение и, наконец, вынесены обвинительные приговоры.

## Реакция
Сериал получил положительные отзывы критиков за всеобъемлющее освещение событий и всколыхнул оживлённое обсуждение среди зрителей в социальных сетях, к которому присоединились знаменитости, в частности Алек Болдуин, Рики Джервейс и Джеймс Франко.

### Реакция официальных лиц
20 декабря 2015 года на сайте Белого дома появилась петиция, которая призывала президента Барака Обама помиловать Стивена Эвери и Брендана Дасси. Запрос собрал 100 тысяч подписей в течение 30 дней и получил отказ, потому что президент не имеет полномочий относительно помилования лиц, которые были осуждены согласно криминальному закону отдельного штата, а не согласно федеральному законодательству.
Губернатор штата Висконсин Скотт Уокер заявил, что не намерен вмешиваться в дела Стивена Эвери и Брендана Дасси, ссылаясь на решение Апелляционного суда штата от 2011 года.